# Радыно, Яков Валентинович
Я́ков Валенти́нович Рады́но (1 декабря 1946, дер. Брильки, Воложинский район, Минская область, Белорусская ССР — 9 декабря 2016, Минск, Белоруссия) — советский и белорусский математик, член-корреспондент НАН Беларуси.

## Биография
В 1969 году окончил математический факультет Белорусского государственного университета (БГУ).
В 1973—1974 года проходил научную стажировку в Лозаннском и Женевском университетах (Швейцария). В 1972 году защитил кандидатскую диссертацию «К теории линейных уравнений в топологических векторных пространствах», механико-математический факультет БГУ.
В 1987 году защитил докторскую диссертацию «Экспоненциальные векторы и дифференциальные уравнения», Математический институт имени В. А. Стеклова АН СССР в Москве.
В 2004 году был избран членом-корреспондентом НАН Беларуси.
C 1972 года работал в Белорусском государственном университете: ассистент, доцент, а с 1975 года и до конца жизни — заведующий кафедрой функционального анализа.

## Научная и общественная деятельность
Вел исследования в следующих областях математики: функциональный анализ; дифференциально-операторные уравнения; уравнения с частными производными; математическая физика; обобщенные функции; алгебры обобщенных функций; спектральная теория; квантовая механика.
Автор около 150 научных работ, в том числе 10 монографий, учебников и учебных пособий.
Под его руководством защищены 15 кандидатских диссертаций.
Заместитель председателя Белорусского математического общества (БМО); руководитель научного семинара БМО «Математические исследования»; Председатель Специализированного Совета по присуждению ученых степеней.

### Научные контакты
(Приглашённый профессор и т. п.): Univ. Alberta, Edmonton, Canada (1994, 1999, 2001) Univ. Antilles — Guyane, Guadeloupe, France (1999, 2000, 2005); Ervin Shroеdinger Inst, Vienna, Austria (1997); Univ. Innsbruck, Austria (1999); Univ. Vaxjo, Sweden (1999, 2000, 2001, 2006); Univ. Geneve, Swiss (1994, 2000, 2001) и др.

## Гранты
- 1994 — ISF (Международный соросовский фонд)
- 1995 — БФФИ (Белорусский фонд фундаментальных исследований)
- 1996—1998 — БФФИ
- 1997—1999 — INTAS грант № 96-1060

## Работы
- Монография «Линейные уравнения и борнология» (1982)
- Учебник с грифами Минвуза СССР и Министерства образования Республики Беларусь «Функциональный анализ и интегральные уравнения» (1984 и 2003; совм. с А. Б. Антоневичем)
- Учебное пособие «Функциональный анализ и интегральные уравнения. Лабораторный практикум» (2003; совм. с А. Б. Антоневичем)
- Сборник «Задач и упражнений по функциональному анализу» (1978; совм. с А. Б. Антоневичем и П. Н. Князевым)
- Курс «Лекций о спектральной теореме» (2002)
- Соавтор и научный редактор «Русско-белорусского математического словаря» (1993)
- Соавтор и научный консультант «Матэматычнай энцыклапедыі» (2001)

## Награды и звания
- Лауреат премии Ленинского комсомола Белоруссии (1978) — за цикл работ «Линейные дифференциальные уравнения в локально-выпуклых пространствах»
- Отличник народного просвещения БССР (1986)
- Соросовский профессор (1995—1996)
- Лауреат Государственной премии РБ (совместно с В. И. Корзюком и Н. И. Юрчуком, за 1996 год) — цикл его работ «Операторные методы в дифференциальных уравнениях»